# 이렇게 됐나
〈이렇게 됐나〉는 대한민국의 여성 싱어송라이터 장덕에 의해 작사 · 작곡된 곡이다. 1983년 장덕의 솔로 첫 번째 정규 음반 《날 찾지 말아요》의 A면 1번 트랙으로 발표되었다.

## 배경
미국에서 유학생활과 결혼생활을 함께 하던 기간 장덕은 새로운 세상에 빠져들었고 시간 가는 줄 몰랐다. 하지만 시간이 갈 수록 고국에 계신 아버지 · 오빠 · 친구들이 보고 싶어 졌고, 화려했던 가수생활에의 그리움도 커져만 갔다. 그래서 장덕은 한국에 갔다 오겠다며 남편에게 허락을 구했지만 계속 거절당하였고 어느 날 손지검까지 당하게 되면서 결국 이별을 고하는 내용의 메모만을 남긴 채 1980년 10월 한국으로 돌아왔다. 그리고 서라벌레코드사와 계약, 가수로서의 재기를 꿈꾸며 음반 준비를 하던 즈음 어느새 겨울의 문턱 11월이 지나가고 있었는데, 이 시기 만들어진 곡이 바로 <이렇게 됐나>이다. 가사의 마지막 구절에서 장덕은 '언젠가 흰 눈이 내리겠지 하얗게 새하얗게 / 가슴 깊이 쌓인 옛 이야기 모두 다 잊어 버릴래'라며 미국에서의 추억들을 잊어버리려 하고 있다.